# Vorderthal
Vorderthal (toponimo tedesco; fino al 1888 Vorderwäggithal) è un comune svizzero di 1 008 abitanti del Canton Svitto, nel distretto di March.

## Monumenti e luoghi d'interesse

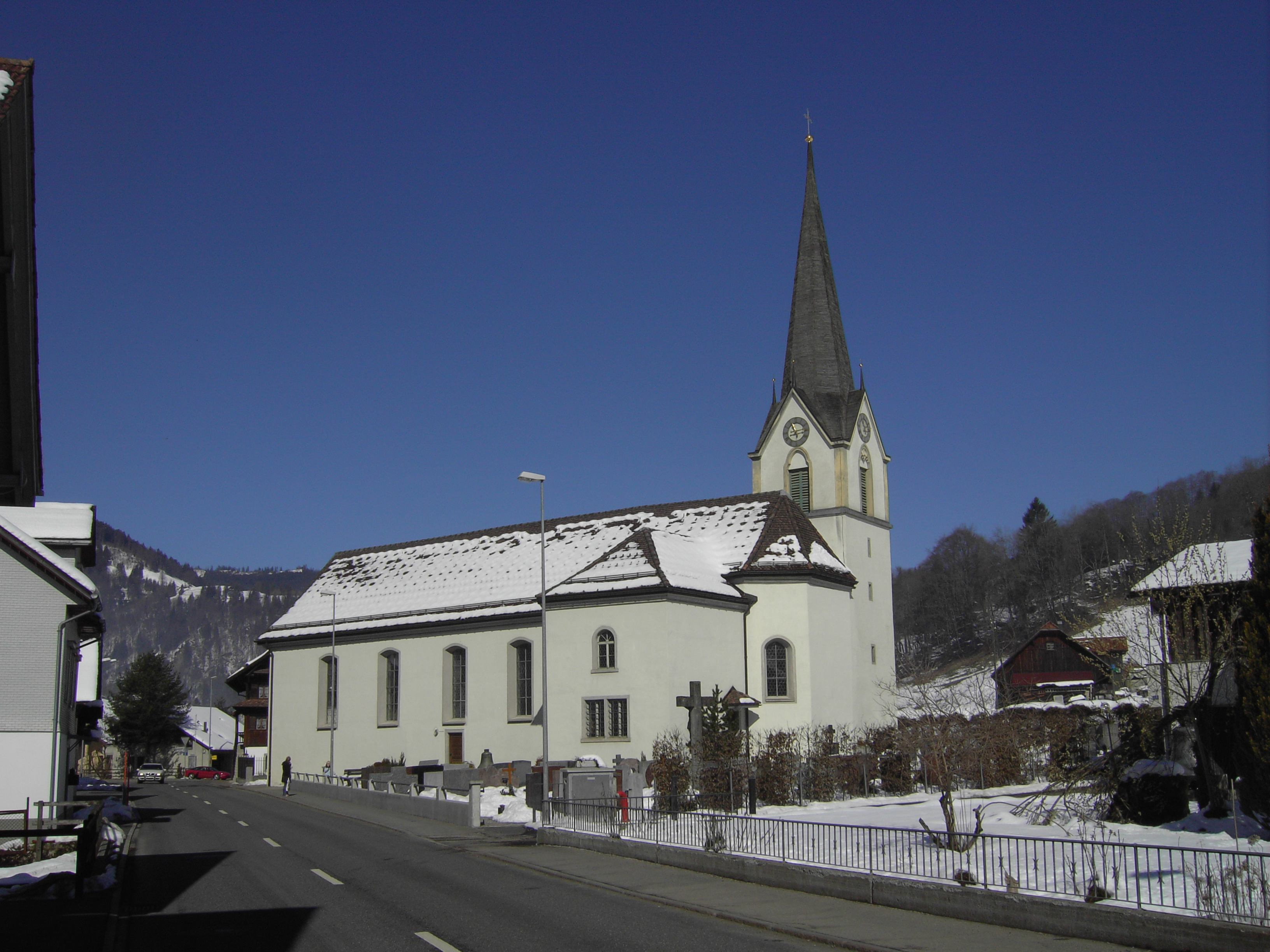
La chiesa parrocchiale

- Chiesa parrocchiale cattolica dei SS. Pietro e Paolo
- Diga di Rempen